# Panajotis Kalojiru
Panajotis Kalojiru (gr. Παναγιώτης Καλογήρου; ur. 6 czerwca 1976) – cypryjski lekkoatleta, który specjalizował się w rzucie oszczepem.
W 2003 roku zdobył złoty medal rozgrywanych na Malcie igrzysk małych państw. Uzyskał wówczas wynik 72,10. Medalista mistrzostw kraju oraz reprezentant Cypru w pucharze Europy.
Rekord życiowy: 74,58 (15 kwietnia 2004, Larnaka) – wynik ten jest aktualnym rekordem Cypru.

## Osiągnięcia
| Rok  | Impreza                       | Miejsce          | Pozycja     | Wynik |
| ---- | ----------------------------- | ---------------- | ----------- | ----- |
| 2003 | Igrzyska małych państw Europy | Marsa            | 1. miejsce  | 72,10 |
| 2004 | II liga pucharu Europy        | Reykjavík        | 6. miejsce  | 66,69 |
| 2007 | Światowe igrzyska wojskowych  | Hajdarabad       | 10. miejsce | 63,44 |
| 2008 | II liga pucharu Europy        | Bańska Bystrzyca | 7. miejsce  | 62,86 |
| 2009 | Igrzyska małych państw Europy | Nikozja          | 5. miejsce  | 65,29 |
| 2009 | Igrzyska śródziemnomorskie    | Pescara          | 11. miejsce | 62,19 |